# Ел Висо дел Алкор
Ел Висо дел Алкор (на испански: El Viso del Alcor) е населено място и община в Испания. Намира се в провинция Севиля, в състава на автономната област Андалусия. Общината влиза в състава на района (комарка) Лос Алкорес.

## Демография
| 1996   | 1998   | 1999   | 2000   | 2001   | 2002   | 2003   | 2004   | 2005   | 2006   |
| ------ | ------ | ------ | ------ | ------ | ------ | ------ | ------ | ------ | ------ |
| 15 886 | 15 918 | 16 036 | 16 170 | 16 276 | 16 355 | 16 597 | 16 805 | 17 194 | 17 497 |